# Hohberg
Hohberg är en kommun och ort i Ortenaukreis i regionen Südlicher Oberrhein i Regierungsbezirk Freiburg i förbundslandet Baden-Württemberg i Tyskland.
Till kommunen Hohberg hör de fram till 1 januari 1973 självständiga kommunerna Diersburg, Hofweier och Niederschopfheim.
Kommunen ingår i kommunalförbundet Offenburg tillsammans med staden Offenburg och kommunerna Durbach, Ortenberg och Schutterwald.

## Vapen

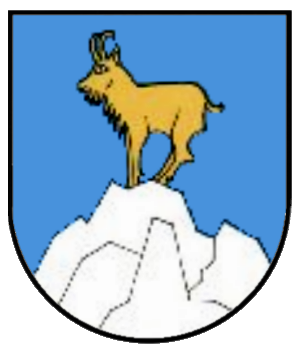
Diersburg
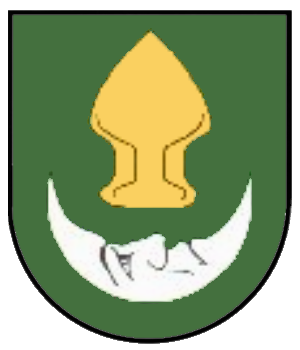
Hofweier
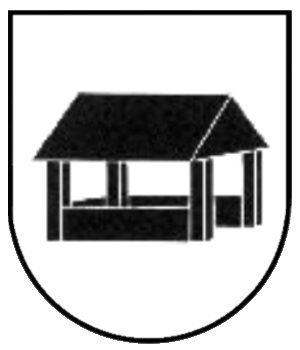
Niederschopfheim